# Mayk Bullerjahn
Mayk Bullerjahn (* 1. November 1963 in Greifswald) ist ein ehemaliger deutscher Fußballspieler, der zwischen 1982 und 1987 für den F.C. Hansa Rostock 39 Punktspiele in der DDR-Oberliga bestritt. Er ist mehrfacher DDR-Juniorennationalspieler.

## Sportliche Laufbahn
Mit 13 Jahren wurde Bullerjahn zur Saison 1977/78 in die Jugendmannschaft des F.C. Hansa Rostock aufgenommen und gewann mit ihr in seiner ersten Spielzeit die DDR-Jugendmeisterschaft. Das brachte ihm die Aufnahme in das Perspektivaufgebot für die Junioren-Nationalmannschaft 1980 ein. 1981 erfolgte die Nominierung für die Juniorenauswahl, mit der er zwischen August 1981 und März 1982 zehn Länderspiele als Mittelfeldspieler bzw. Libero bestritt.
In der Saison 1982/83 erschien Bullerjahn erstmals für Hansa Rostock in der Nachwuchsoberliga, in der er 15-mal eingesetzt wurde und zwei Tore schoss. Am 10. September 1982 hatte er auch seinen ersten Auftritt in der DDR-Oberliga, als er in der Begegnung des 5. Spieltages Vorwärts Frankfurt – Hansa Rostock (1:2) in der 83. Minute eingewechselt wurde. Bis zum Ende der Saison kam er in vier weiteren Punktspielen als Einwechsler zum Einsatz, lediglich am 10. Spieltag stand er 90 Minuten auf dem Platz. Bis 1984/85 gehörte Bullerjahn zum Spielerstamm der Nachwuchsmannschaft, die nach Auflösung der Nachwuchsoberliga ab 1984/85 als Hansa II in der drittklassigen Bezirksliga Rostock spielte. In dieser Zeit kam er in der Oberliga sechsmal zum Einsatz, bis auf ein Spiel als Einwechsler. Für die Spielzeit 1985/86 meldete der F.C. Hansa Bullerjahn offiziell für die Oberligamannschaft. Tatsächlich wurde er auch in 24 von 26 Punktspielen aufgeboten, entweder im Mittelfeld oder als Libero. Am Saisonende stieg Hansa Rostock ab, und Bullerjahn bestritt in der Hinrunde 13 der 17 Punktspiele (ein Tor). Danach verletzte er sich und war erst wieder in der Hinrunde 1987/88, in der Hansa wieder in der Oberliga spielte, einsatzbereit. Er absolvierte jedoch nur drei Punktspiele und erhielt weitere Einsätze in der Reservemannschaft des F.C. Hansa die in der DDR-Liga vertreten waren. Anschließend wurde er zum DDR-Ligisten BSG KKW Greifswald delegiert. Diese Delegierung war ein größeres Tauschgeschäft, neben Bullerjahn musste auch Sven Sercander zur BSG KKW gehen, während diese im Gegenzug Frank Wriedt und Bernd Wunderlich an den F.C. Hansa abgeben musste.
Mayk Bullerjahn ersetzte Wriedt in der Verteidigung und bestritt in der Rückrunde der Saison 1987/88 15 der 17 Punktspiele, zuletzt wieder als Libero. Auch in den folgenden Spielzeiten gehörte er zum Spielerstamm der Greifswalder, auch als sich die Betriebssportgemeinschaft (BSG) 1990 in den Greifswalder SC umwandelte. Dieser spielte noch bis 1991 zweitklassig, nach der Übernahme des DDR-Ligensystems durch den DFB in der drittklassigen Oberliga Nordost. In der Spielzeit 1991/92 wurde Bullerjahn Torschützenkönig der Liga. Im Sommer 1994 wechselt er zum Aufsteiger in die Oberliga Nordost, die nach einer erneuten Ligenreform nun viertklassig war, zum Polizei SV Rostock. 1997 beschloss er 33-jährig dort seine Laufbahn als Leistungssportler.
In der Saison 2000/01 tauchte Bullerjahn noch einmal als Trainer des Verbandsligisten SV Warnemünde Fußball auf.